# Chelonariidae
Chelonariidae zijn een familie uit de orde der Coleoptera (Kevers).

## Geslachten
- Brounia
- Chelonarium
- Pseudochelonarium